# 藁本
藁本（学名：Conioselinum anthriscoides）又名西芎，为伞形科山芎属的植物，为中国的特有植物。分布于中国大陆的四川、陕西、河南、江西、湖北、湖南、浙江等地，生长于海拔1,000米至2,700米的地区，多生长在林下和沟边草丛中，目前已由人工引种栽培。川芎是藁本的一个栽培品种。

## 分类学
2015年Pimenov和Kljuykov将本种从“藁本属”Ligusticum转入山芎属，称Conioselinum anthriscoides。实际上本种在2003就按照亲缘远近转入山芎属，新论文只是修正关于命名规则的问题。
对于本种的各种异名及其对应的模式标本，可参阅Pimenov和Kljuykov的总结。在此次命名情况下重要的两个是：
- Conioselinum anthriscoides 对应的是一个“Su-tchuen oriental, District de Tchen-keou-tin”的标本，即川东教区所在地重庆
- Ligusticum sinense 对应的是湖北的两个标本

### 药材辨析
日本汉方中的“川芎”是当地植物Conioselinum officinale (Makino) K.Ohashi & H.Ohashi，汉方给出的药性和用法基本和中国川芎一致。
抚芎为三倍体，栽培于江西、湖北，用于做茶。晋芎栽培在云南、贵州、陕西。以上三种和川穹的挥发性成分都有差异。
韩医学的“藁本”是L. tenuissimum 细叶藁本。
Yuan等人(2021)年基于叶绿体基因组的比较认为：

|  | L. chuanxiong cv. Yunnan 云南川芎（剑川县） |
|  |                                             |
|  | L. sinense cv. Fuxiong 抚芎（瑞昌市）       |
|  |                                             |

|  | L. officinale 日本川芎（四川农科院）                                                                            |
|  | |
|  | \| \| L. chuanxiong cv. Gansu 甘肃川芎（华亭市） \| \| \| \| \| \| L. chuanxiong 川芎（四川农科院） \| \| \| \| |
|  | |
|  | L. chuanxiong cv. Gansu 甘肃川芎（华亭市）                                                                      |
|  | |
|  | L. chuanxiong 川芎（四川农科院）                                                                                |
|  | |

|  | L. chuanxiong cv. Gansu 甘肃川芎（华亭市） |
|  |                                            |
|  | L. chuanxiong 川芎（四川农科院）           |
|  |                                            |

|  | L. officinale 日本川芎（四川农科院）                                                                            |
|  | |
|  | \| \| L. chuanxiong cv. Gansu 甘肃川芎（华亭市） \| \| \| \| \| \| L. chuanxiong 川芎（四川农科院） \| \| \| \| |
|  | |
|  | L. chuanxiong cv. Gansu 甘肃川芎（华亭市）                                                                      |
|  | |
|  | L. chuanxiong 川芎（四川农科院）                                                                                |
|  | |

|  | L. chuanxiong cv. Gansu 甘肃川芎（华亭市） |
|  |                                            |
|  | L. chuanxiong 川芎（四川农科院）           |
|  |                                            |

|  | L. chuanxiong cv. Yunnan 云南川芎（剑川县） |
|  |                                             |
|  | L. sinense cv. Fuxiong 抚芎（瑞昌市）       |
|  |                                             |

|  | L. officinale 日本川芎（四川农科院）                                                                            |
|  | |
|  | \| \| L. chuanxiong cv. Gansu 甘肃川芎（华亭市） \| \| \| \| \| \| L. chuanxiong 川芎（四川农科院） \| \| \| \| |
|  | |
|  | L. chuanxiong cv. Gansu 甘肃川芎（华亭市）                                                                      |
|  | |
|  | L. chuanxiong 川芎（四川农科院）                                                                                |
|  | |

|  | L. chuanxiong cv. Gansu 甘肃川芎（华亭市） |
|  |                                            |
|  | L. chuanxiong 川芎（四川农科院）           |
|  |                                            |

|  | L. officinale 日本川芎（四川农科院）                                                                            |
|  | |
|  | \| \| L. chuanxiong cv. Gansu 甘肃川芎（华亭市） \| \| \| \| \| \| L. chuanxiong 川芎（四川农科院） \| \| \| \| |
|  | |
|  | L. chuanxiong cv. Gansu 甘肃川芎（华亭市）                                                                      |
|  | |
|  | L. chuanxiong 川芎（四川农科院）                                                                                |
|  | |

|  | L. chuanxiong cv. Gansu 甘肃川芎（华亭市） |
|  |                                            |
|  | L. chuanxiong 川芎（四川农科院）           |
|  |                                            |

以上所提到物种中，日本川芎、细叶藁本、辽藁本都有归山芎属的处理，因此本结果不影响Pimenov的改动。

### Ligusticum chuanxiong川芎
Ligusticum chuanxiong Hort并非由一位“Hort”写定。此次Hort表示该物种是一个培植物种定义，实际上是Qiu等人于1979年发表，因此按照作者引用会写作Ligusticum chuanxiong S.H.Qiu, Y.Q.Zeng, K.Y.Pan, Y.C.Tang & J.M.Xu。定为栽培物种的原因是川穹没有野生植株。
世界植物在线认为此名称是Conioselinum anthriscoides 'Chuanxiong'的同型异名，应该直接作为一个栽培品种处理。如果采取支序分类学的物种看法，这也相当于认为L. chuanxiong是C. anthriscoides的异型异名。
Yuan等人也提到，现有形态学、细胞组学、DNA条形码研究一致认为L. sinense藁本是川芎对应的野生种，但在中药框架下的归经和适应症有所不同，且在市场上有冒充现象，因此仍然有必要去研究具体区别的生物基础。
（World Flora Online摘引世界选定植物科别目录认为，L. chuanxiong是条纹藁本L. striatum的异型异名，但此来源已经停止维护。）

## 中藥

### 藁本
藁本在《中国药典》内定义为：
伞形科植物藁本 Ligusticum sinense Oliv. 或辽藁本 Ligusticum jeholense Nakai et Kitag. 的干燥根茎和根。秋季茎叶枯萎或次春出苗时釆挖，除去泥沙，晒干或烘干。

#### 性味归经
辛，温。归膀胱经。

#### 主治作用
- 感冒風寒頭痛，巔頂頭痛，偏頭痛。
- 風濕痹痛，肢節疼痛。
- 寒濕疝瘕，腹中急痛，癰疽疥瘡粉刺。
- 鼻炎、鼻竇炎引起頭痛本品有療效。

#### 禁忌
陰虛內熱忌用。

### 川芎
川芎在《中国药典》内定义为：
伞形科植物川芎Ligusticum chuanxiong Hort.的干燥根茎。夏季当茎上的节盘显著突出，并略带紫色时采挖，除去泥沙，晒后烘干，再去须根。
其中所谓L. chuanxiong暂认为是L. sinense的异名，详见分类学章节。

#### 性味歸經
辛，温。归肝、胆、心包经。

## 西药药理
王兴 (2002) 指出，在中药“大川芎方”治疗偏头痛的情况下，川芎的功能是抑制血小板释放5-HT，可能是通过其中的阿魏酸造成。然而川芎中活性物质远不止阿魏酸一种，2016年的一则“网络药理学研究”就在此方剂中找到了16个可能的有效成分和18个可能的靶点。

## 外部連結
- Ligusticum sinense, 中国植物志英语版, efloras.org. ——注意其中有 Ligusticum sinense cv. Chuanxiong（川芎，作为栽培种）和 Ligusticum sinense cv. Fuxiong（抚芎，作为栽培种）
- 藁本 Gaoben （页面存档备份，存于） 藥用植物圖像數據庫 (香港浸會大學中醫藥學院) （中文）（英文）
- 藁本 中藥材圖像數據庫  (香港浸會大學中醫藥學院) （中文）（英文）
- 藁本 Gao Ben （页面存档备份，存于） 中藥標本數據庫 (香港浸會大學中醫藥學院) （繁體中文）（英文）
- 川芎 Chuanxiong （页面存档备份，存于） 藥用植物圖像數據庫 (香港浸會大學中醫藥學院) （中文）（英文）
- 川芎 中藥材圖像數據庫  (香港浸會大學中醫藥學院) （中文）（英文）
- 川芎 （页面存档备份，存于） 中藥方劑圖像數據庫 (香港浸會大學中醫藥學院) （中文）（英文）
- 川芎 Chuan Xiong （页面存档备份，存于） 中藥標本數據庫 (香港浸會大學中醫藥學院) （繁體中文）（英文）
- 川芎內酯A Senkyunolide A （页面存档备份，存于） 中草藥化學圖像數據庫 (香港浸會大學中醫藥學院) （中文）（英文）
- 槁本內酯 Z-ligustilide （页面存档备份，存于） 中草藥化學圖像數據庫 (香港浸會大學中醫藥學院) （中文）（英文）
- 图片 （页面存档备份，存于）
- 川芎的药典标准 （页面存档备份，存于）